# Happy Valley (Alaska)
Happy Valley és una concentració de població designada pel cens dels Estats Units a l'estat d'Alaska. Segons el cens del 2000 tenia 489 habitants.

## Demografia
Segons el cens del 2000, Happy Valley tenia 489 habitants, 196 habitatges, i 131 famílies La densitat de població era de 2,1 habitants/km².
Dels 196 habitatges en un 28,1% hi vivien nens de menys de 18 anys, en un 57,1% hi vivien parelles casades, en un 4,6% dones solteres, i en un 32,7% no eren unitats familiars. En el 22,4% dels habitatges hi vivien persones soles el 6,1% de les quals corresponia a persones de 65 anys o més que vivien soles. El nombre mitjà de persones vivint en cada habitatge era de 2,49 i el nombre mitjà de persones que vivien en cada família era de 2,94.
Per edats la població es repartia de la següent manera: un 22,3% tenia menys de 18 anys, un 8,4% entre 18 i 24, un 24,7% entre 25 i 44, un 31,5% de 45 a 60 i un 13,1% 65 anys o més.
L'edat mediana era de 42 anys. Per cada 100 dones hi havia 118,3 homes. Per cada 100 dones de 18 o més anys hi havia 122,2 homes.
La renda mediana per habitatge era de 30.139 $ i la renda mediana per família de 40.156 $. Els homes tenien una renda mediana de 47.917 $ mentre que les dones 20.469 $. La renda per capita de la població era de 19.377 $. Aproximadament el 10,9% de les famílies i el 17,5% de la població estaven per davall del llindar de pobresa.

## Poblacions més properes
El següent diagrama mostra les poblacions més properes.